# 沙蓬属
沙蓬属（学名：Agriophyllum）是藜科下的一个属，为一年生草本植物。该属共有6种，分布于中亚及西亚。